# 大头乌龟
大头乌龟（学名：Mauremys megalocephala），又名大頭草龜，为石龟属的爬行动物，是中国的特有物种。分布于江苏、湖北、广西等地，主要生活于丘陵、坡地附近的溪流或池塘内。该物种的模式产地在江苏南京。

## 特徵
與草龜類似，頭、頸側面有黃色線狀斑紋，有三條縱向的隆起，後緣不呈鋸齒狀；雄體背部為黑色或全身黑色，雌體為棕色，腹面略帶一些黃色，均有暗褐色斑紋；四肢比較扁平，有爪子，趾間具有全蹼。與草龜分別最大的是頭部，成體的大頭烏龜頭部會比草龜大，而此特徵在幼體並不明顯。

## 習性
大頭烏龜偏向雜食性，食物包括昆蟲、螺類、小魚、水生植物等。